# Preveciori
Preveciori falu Romániában, a Bánságban, Krassó-Szörény megyében.

## Fekvése
Felsőnyiresfalva mellett fekvő település.

## Története
Preveciori korábban a mai Hunyad megyéhez tartozó Felsőnyiresfalva (Lunca Cernii de Sus, com. Lunca Cernii de Jos) része volt; adatai ugyanott Kékesfalváéhoz (Meria, com. Lunca Cernii de Jos) voltak számítva.
Comuna Berl.
1956-ban vált külön településsé 74 lakossal.
966-ban 82 román lakosa volt. 1977-ben 45 lakosából 44 román, 1 magyar volt.
Az 1992-es népszámláláskor 19, a 2002-es népszámláláskor pedig 10 román lakosa volt.